# Département Sud
Sud (deutsch Süd) ist ein Departement im Süden von Haiti auf der Tiburon-Halbinsel. Es umfasst eine Fläche von 2654 km² und hat rund 775.000 Einwohner (Stand 2015). Die Hauptstadt ist Les Cayes.

## Bevölkerungsentwicklung
| Jahr         | Einwohnerzahl |
| ------------ | ------------- |
| Volksz. 1971 | 533.394       |
| Volksz. 1982 | 502.624       |
| Volksz. 2003 | 621.651       |
| Schätz. 2015 | 774.976       |